# Sandro Angiolini
Sandro Angiolini (* 9. Juni 1920 in Mailand, Italien; † 15. Oktober 1985 ebenda) war ein italienischer Comiczeichner und Cartoonist.

## Leben und Werk
Seine ersten Cartoons zeichnete Angiolini in den Jahren 1936 und 1937. In den 1940er Jahren zeichnete er neben Illustrationen für diverse Zeitungen und Zeitschriften auch Herz-Schmerz-Comics und Zeichentrickbeiträge für den Film Die Rose von Bagdad (La Rosa di Bagdad). In den 1950er Jahren zeichnete er diverse Kindercomics, darunter auch Chicchirichi. Er war etliche Jahre fast ausschließlich mit Illustrationen beschäftigt, bevor er 1966 nach der Vorlage von Giorgio Cavedon den Erotik-Comic Isabella zeichnete, der 1969 unter dem Titel Isabella, duchessa dei diavoli mit Brigitte Skay in der Titelrolle verfilmt wurde. In der Folgezeit zeichnete Angiolini diverse Comics um Heldinnen, die sich sehr schnell entkleideten.